# Gákti

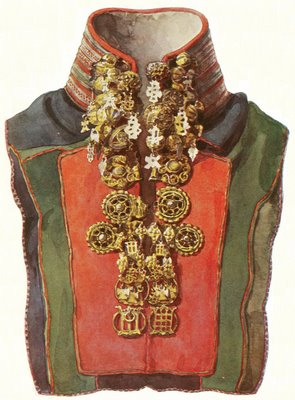
Collar bordado de oro del gakti de una mujer tradicional sami de Escandinavia. Este gákti tiene bordado un collar con hilo de peltre o plata y hebillas de plata tradicionales Samis.

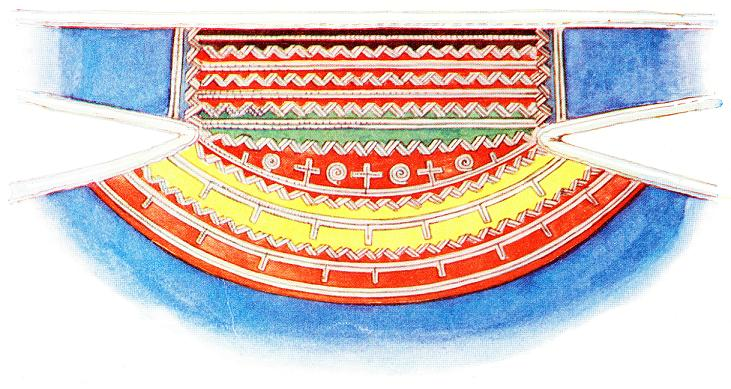
Patrón de un collar de bordado metálico perteneciente a un gakti de un hombre Sami de Åsele, Västerbotten, Suecia. El hilo metálico más utilizado en el bordado es Pewter.

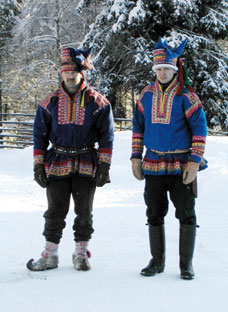
Dos finlandeses vestidos con falsos gakti en las afueras de Rovaniemi, Finlandia. Aunque a primera vista parecen auténticos, los patrones de estos gaktis no son tradicionales de ningún área Sapmi

Gákti es una pieza de la vestimenta tradicional utilizada por la comunidad Sami y originaria del área norte de Noruega, Suecia, Finlandia y la Península Kola en Rusia. El gakti se usa tanto en eventos ceremoniales como durante el trabajo, particularmente durante el pastoreo de los renos. El traje tradicional Sami se caracteriza por el uso de un color dominante adornado con bandas coloridas que contrastan con este. Es asimismo frecuente el uso de trenzas, bordados y un collar alto. En noruego se denomina kofte al traje gakti.

## Características básicas
Los colores, los patrones y las joyas de la ropa definen si la persona está soltera o casada, o  pueden incluso decir de dónde proviene. Hay gakti diferentes para hombres y mujeres; los de hombres llevan una falda más corta que los de mujeres. Tradicionalmente el gakti se fabricaba con cuero de reno, pero ahora es más común usar lana, algodón o seda. El traje se puede complementar con un cinturón (acolchado, plisado o con botones de plata), joyas de plata, calzado tradicional de cuero y una bufanda de seda.
También es tradición que si los botones del cinturón son cuadrados, signifique que estás casado; si éstos son redondos, quiere decir que estás soltero o aún no te has casado. Si una pareja casada se divorcia, y el exmarido sigue utilizando el traje Sami confeccionado por su exmujer, es señal de que aún la quiere. [cita requerida]

## Gakti falso
La industria turística finesa es famosa por dar a conocer una cultura Sami falseada. Hay finlandeses que visten piezas falsas e interpretan rituales tradicionales también falsos. Esta actividad ha provocado manifestaciones importantes por parte de la etnia Sami ya que crea una imagen falsa de su cultura, desvía el dinero del turismo perteneciente a la etnia Sami hacia la etnia finesa explotando la presencia Sami en la Laponia finesa, sin dar nada a cambio a la comunidad Sami y siendo deshonesto para los turistas que van a visitarlos.